# Lễ Mình và Máu Thánh Chúa Kitô
Ngày lễ Mình và Máu Thánh Chúa hoặc lễ trọng Mình Thánh và Máu Chúa Kitô, Máu và Mình Thánh Chúa (tiếng Latinh: Sollemnitas Sanctissimi Corporis et Sanguinis Christi ) là một lễ trọng trong năm phụng vụ của Giáo hội Công giáo. Lễ này nhằm kỷ niệm cho tín điều về sự hiện diện của Chúa Giêsu Kitô trong bí tích Thánh Thể.

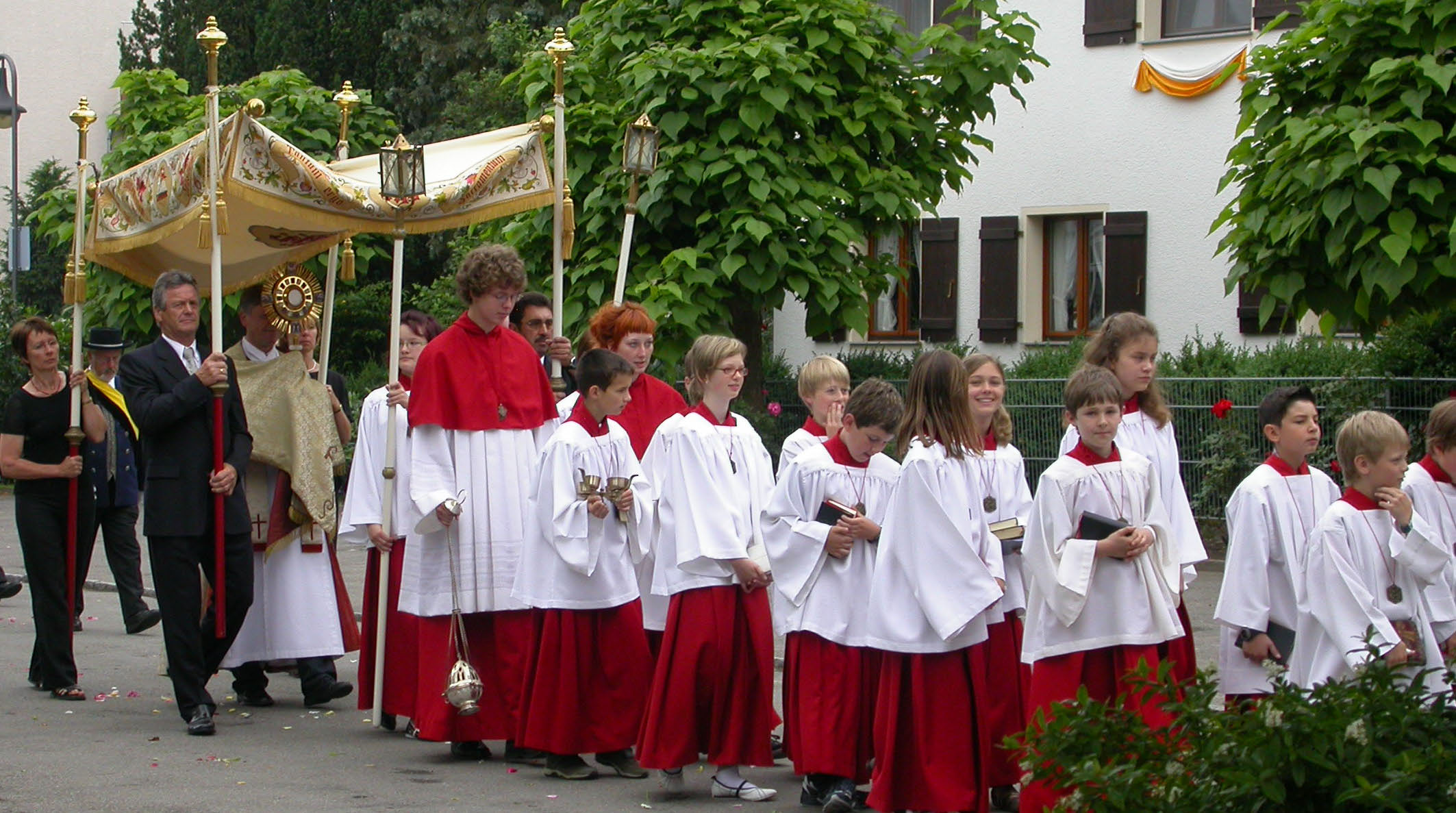
Một lễ rước Mình và Máu Thánh Chúa

Lễ được cử hành trong các giáo hội Công giáo Rôma, Anh Giáo, Giáo hội Luther, Giáo hội Công giáo Cổ, và là ngày nghỉ lễ chính thức tại Áo, Brazil, Bolivia, Bosnia và Herzegovina, Colombia, Croatia, Cộng hòa Dominican, Haiti, Đông Timor, Liechtenstein, Monaco, Panama, Peru, Ba Lan, San Marino, Thụy Sĩ, Grenada, Saint Lucia, Trinidad và Tobago và một số tiểu bang tại Đức và Tây Ban Nha.
Ngày lễ Mình và Máu Thánh Chúa là một trong năm lễ trọng trong năm mà một giám mục giáo phận không được rời khỏi giáo phận của mình, ngoại trừ những lý do khẩn cấp. Theo truyền thống, người Công giáo tham gia vào một cuộc rước qua các đường phố của một khu phố dân cư sau giáo xứ của họ và vừa cầu nguyện và hát. Sau đám rước, họ trở về nhà thờ và tham gia bí tích Thánh thể. Ngoài ra, trong ngày Lễ Mình và Máu Thánh Chúa, mọi người còn tổ chức lễ Rước Mình và Máu Thánh Chúa lần đầu cho các em nhỏ theo quy định tùy theo quy định địa phương. Trước đó vài ngày, các em sắp được Rước Mình và Máu Thánh Chúa được Xưng tội (Lãnh nhận Bí tích Hòa giải) rồi sau đó vào ngày lễ MMTC thì các em mới được Lãnh nhận Bí tích Thánh Thể.

## Thư viện hình ảnh

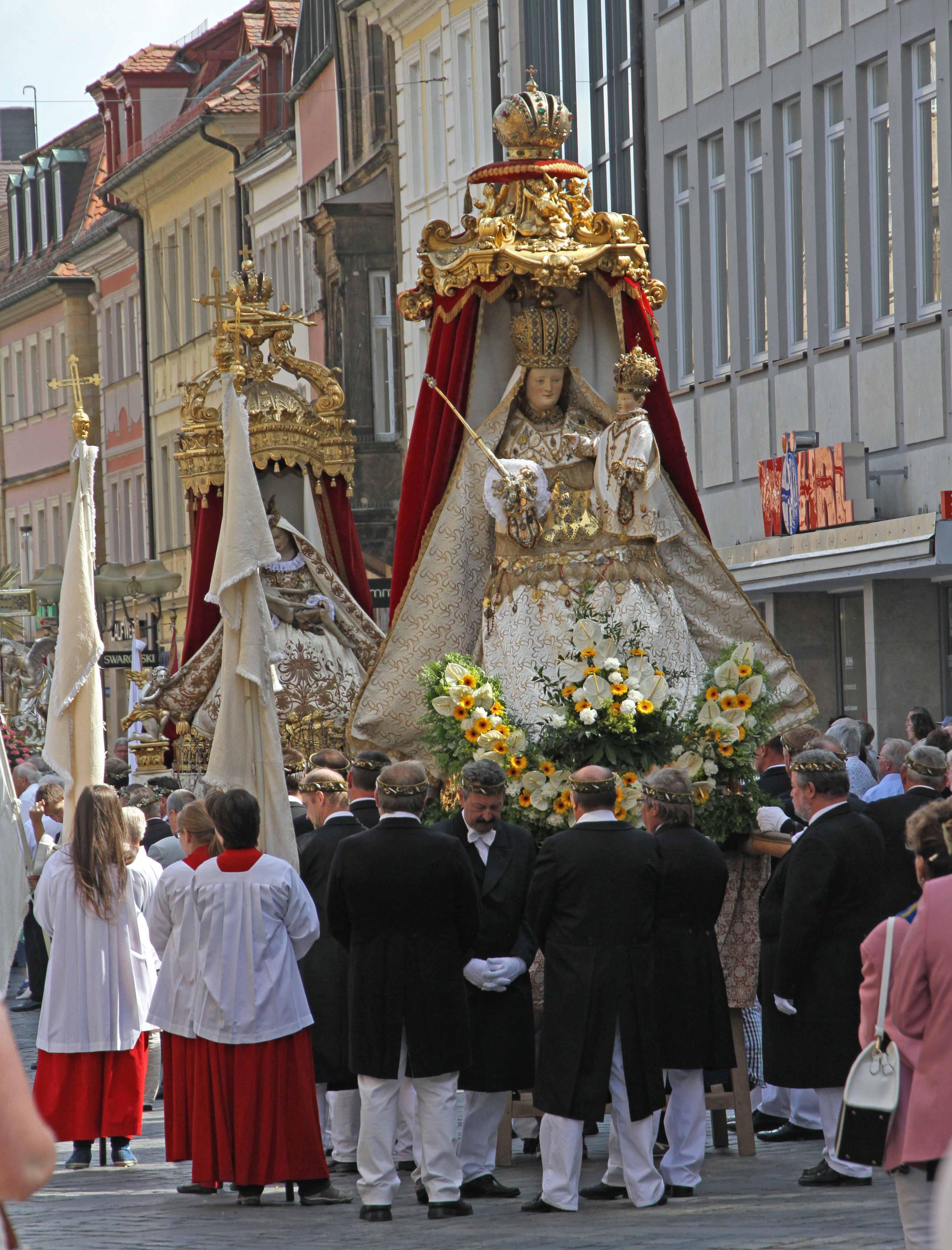
nước Đức, Bamberg
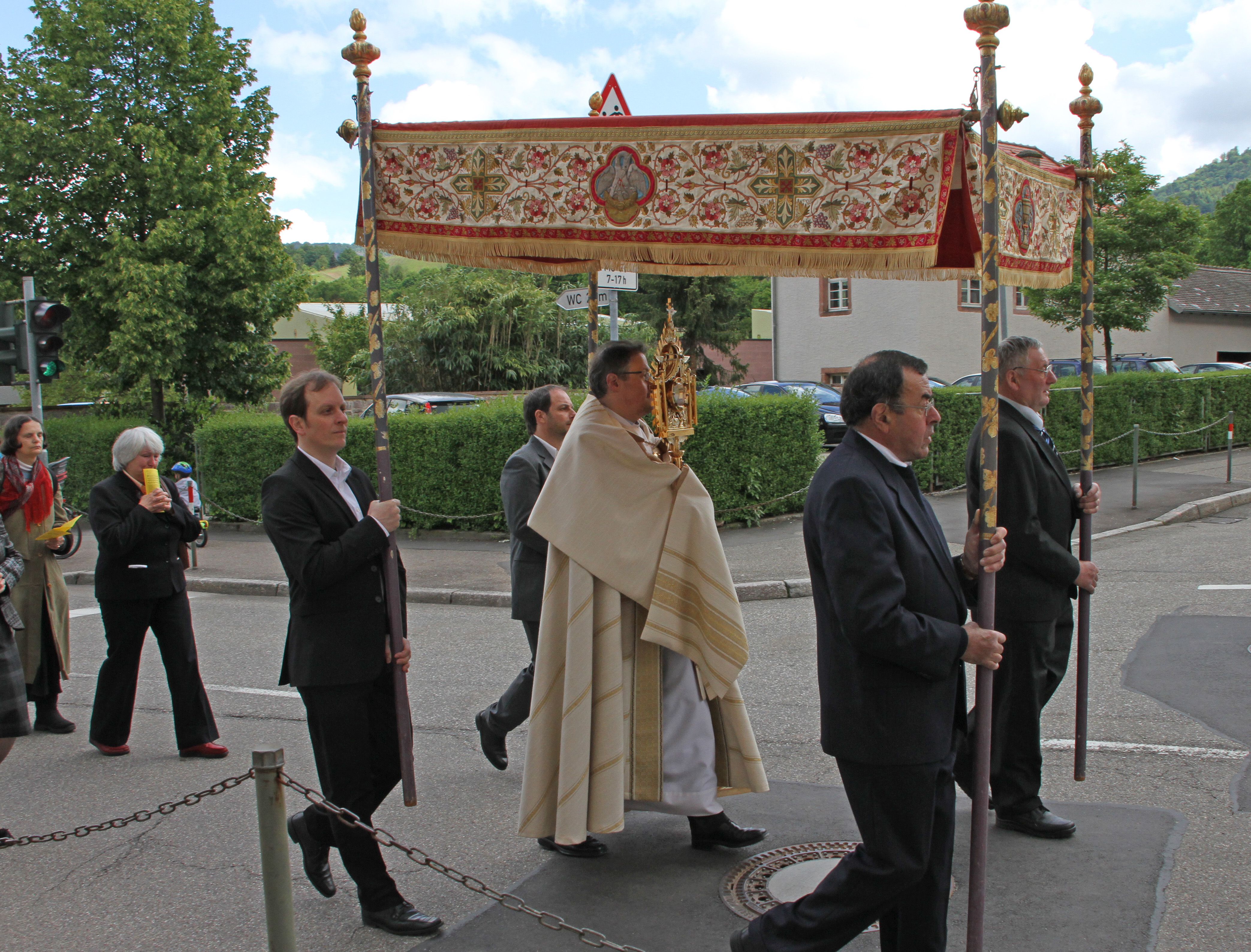
nước Đức, Baden-Baden
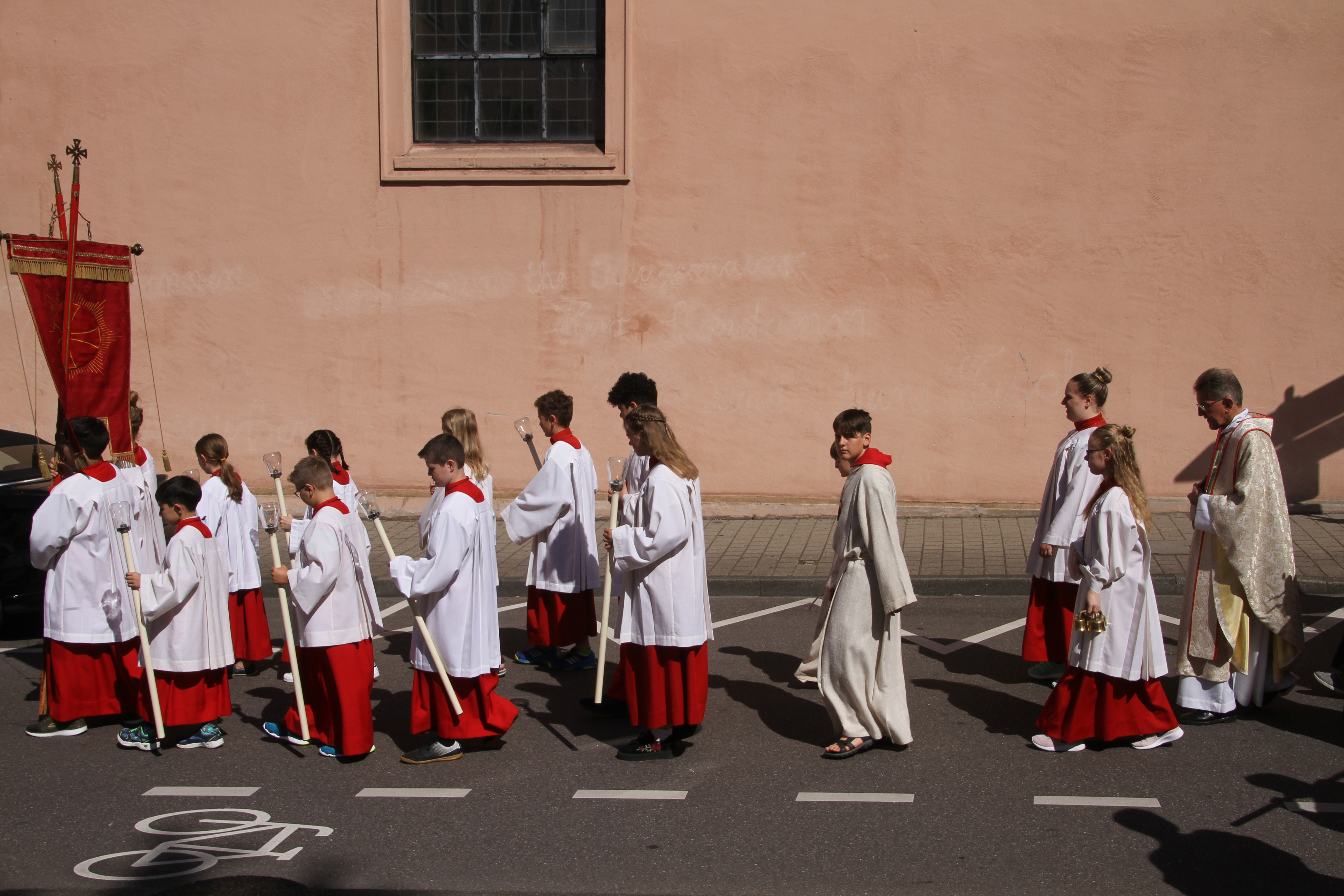
nước Đức, Rastatt
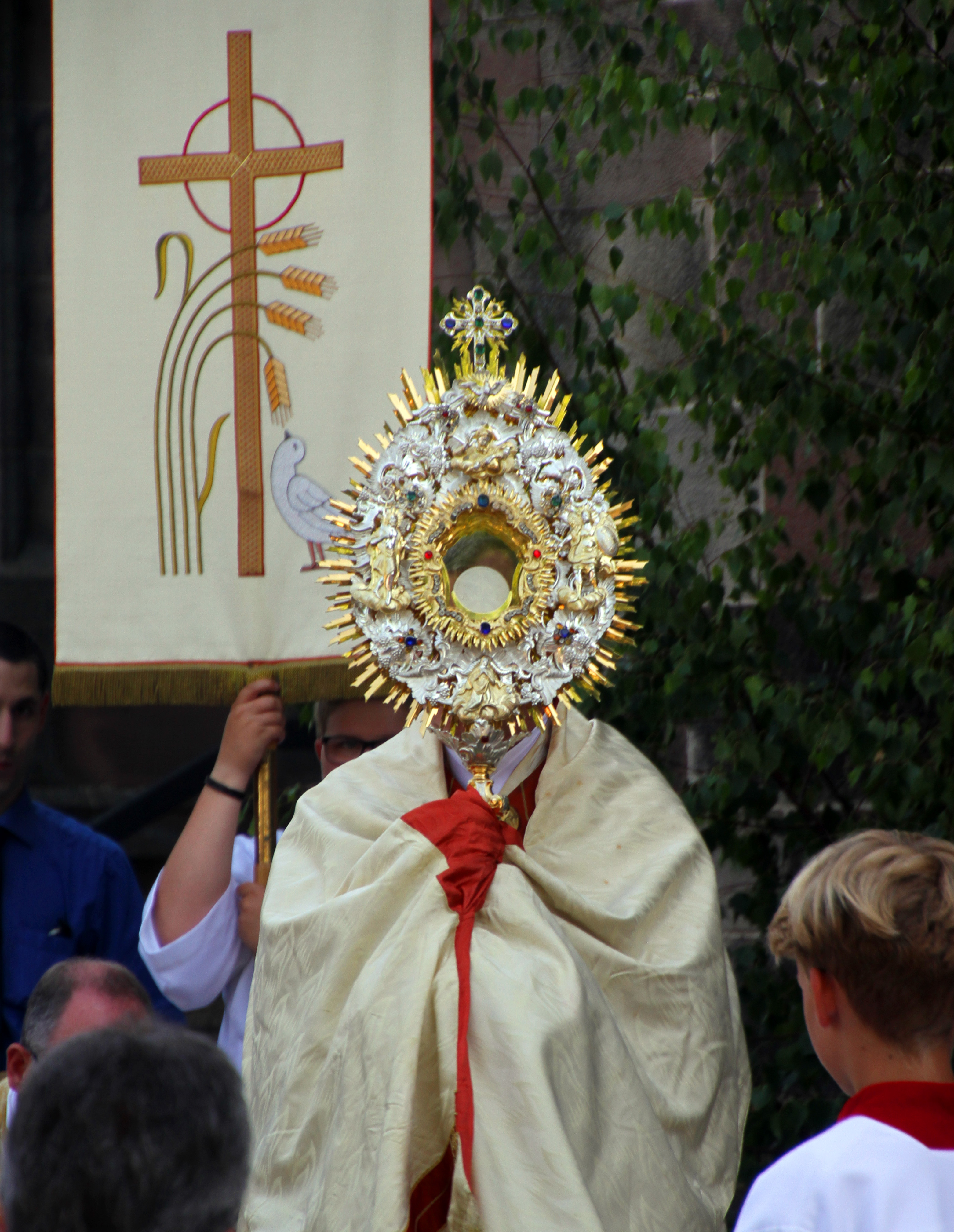
nước Đức, Ottersweier
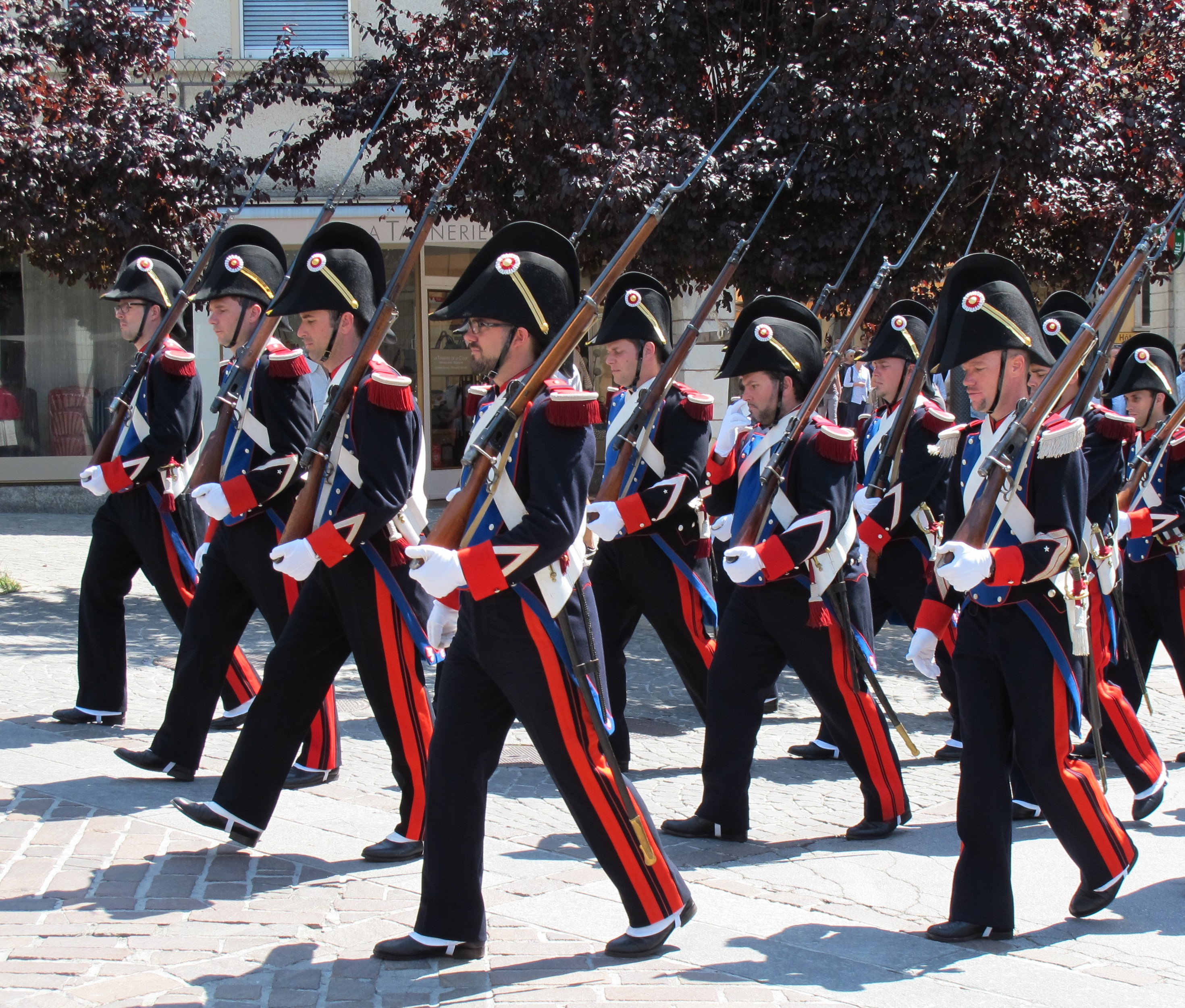
Thụy Sĩ
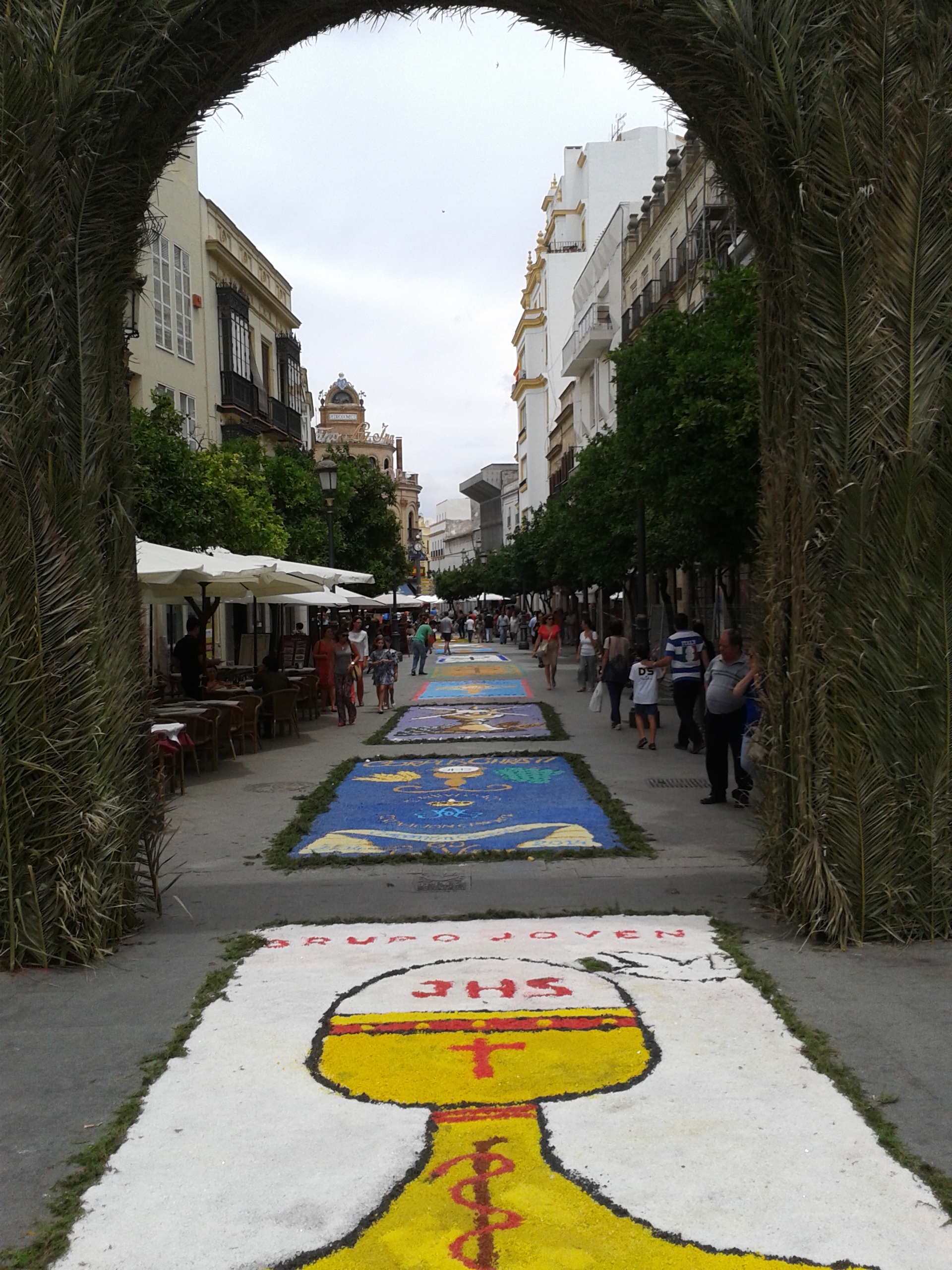
Tây Ban Nha
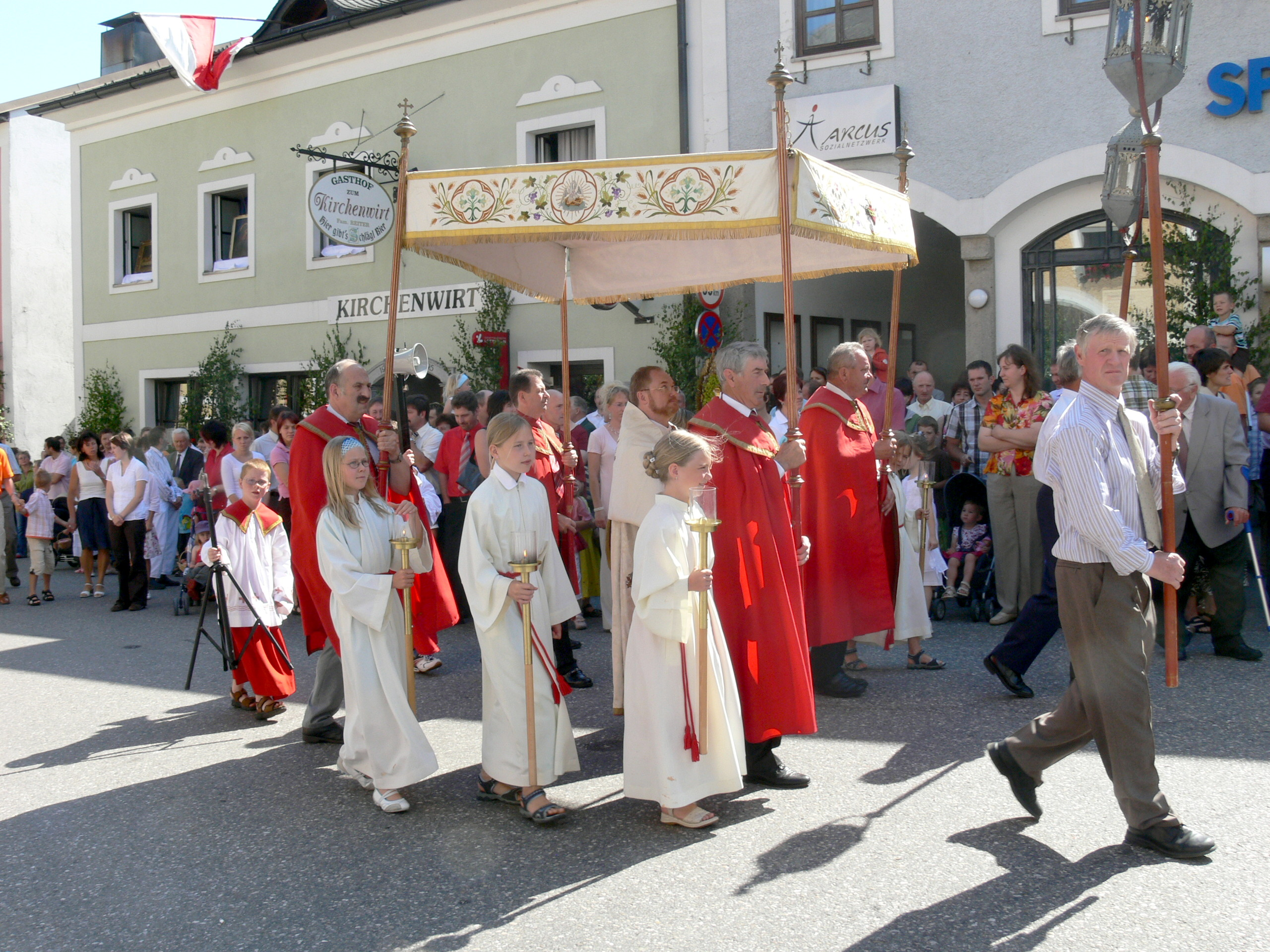
nước Áo
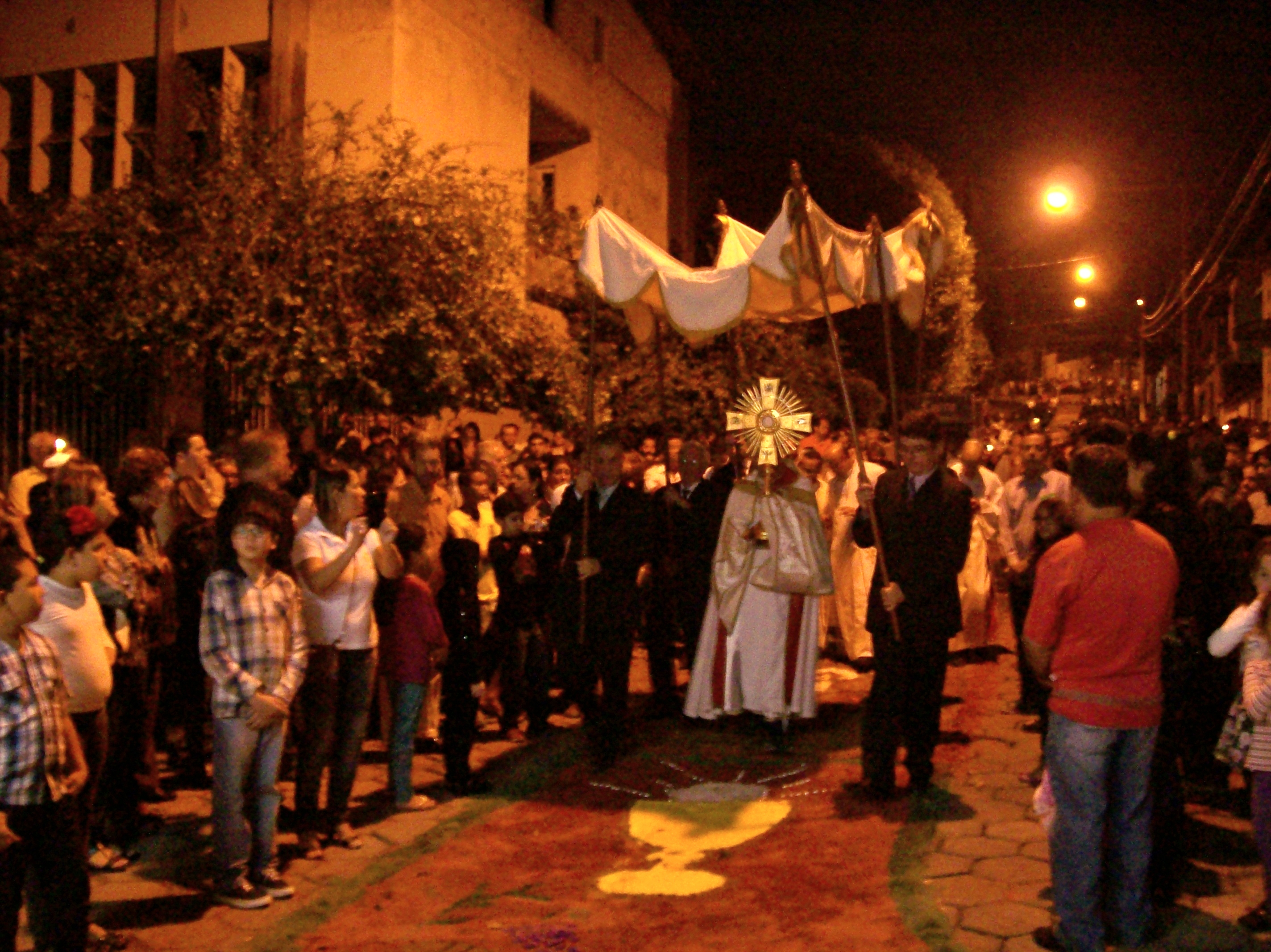
Brazil
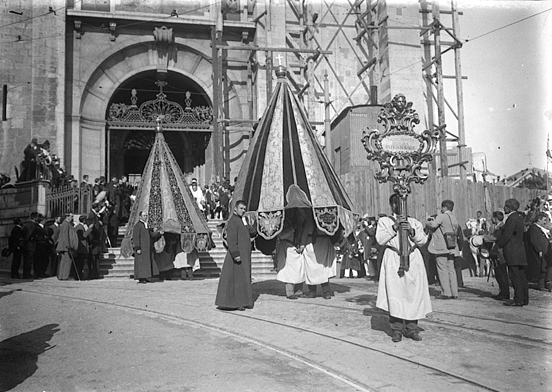
Bồ Đào Nha, 1910
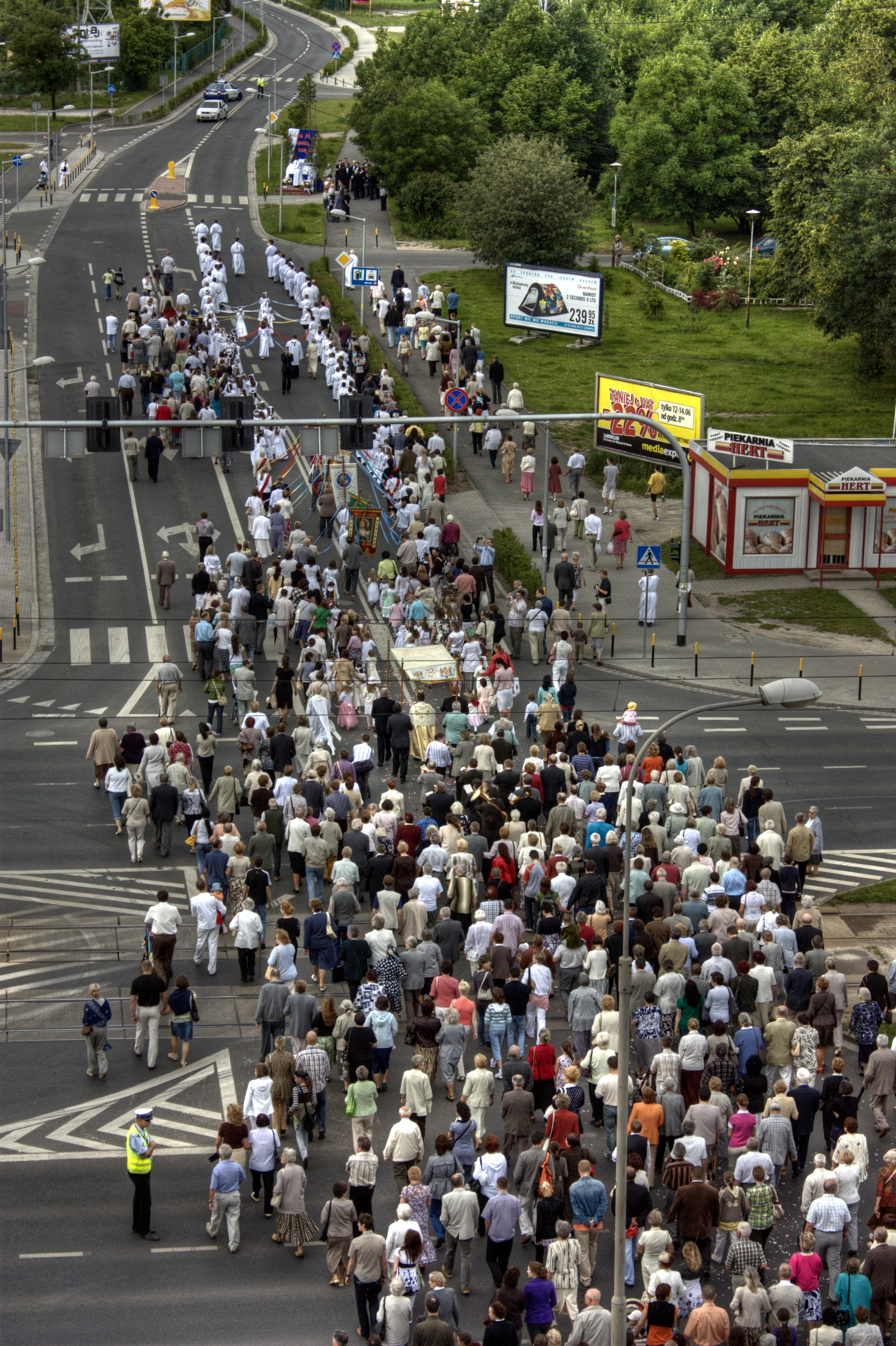
Ba Lan
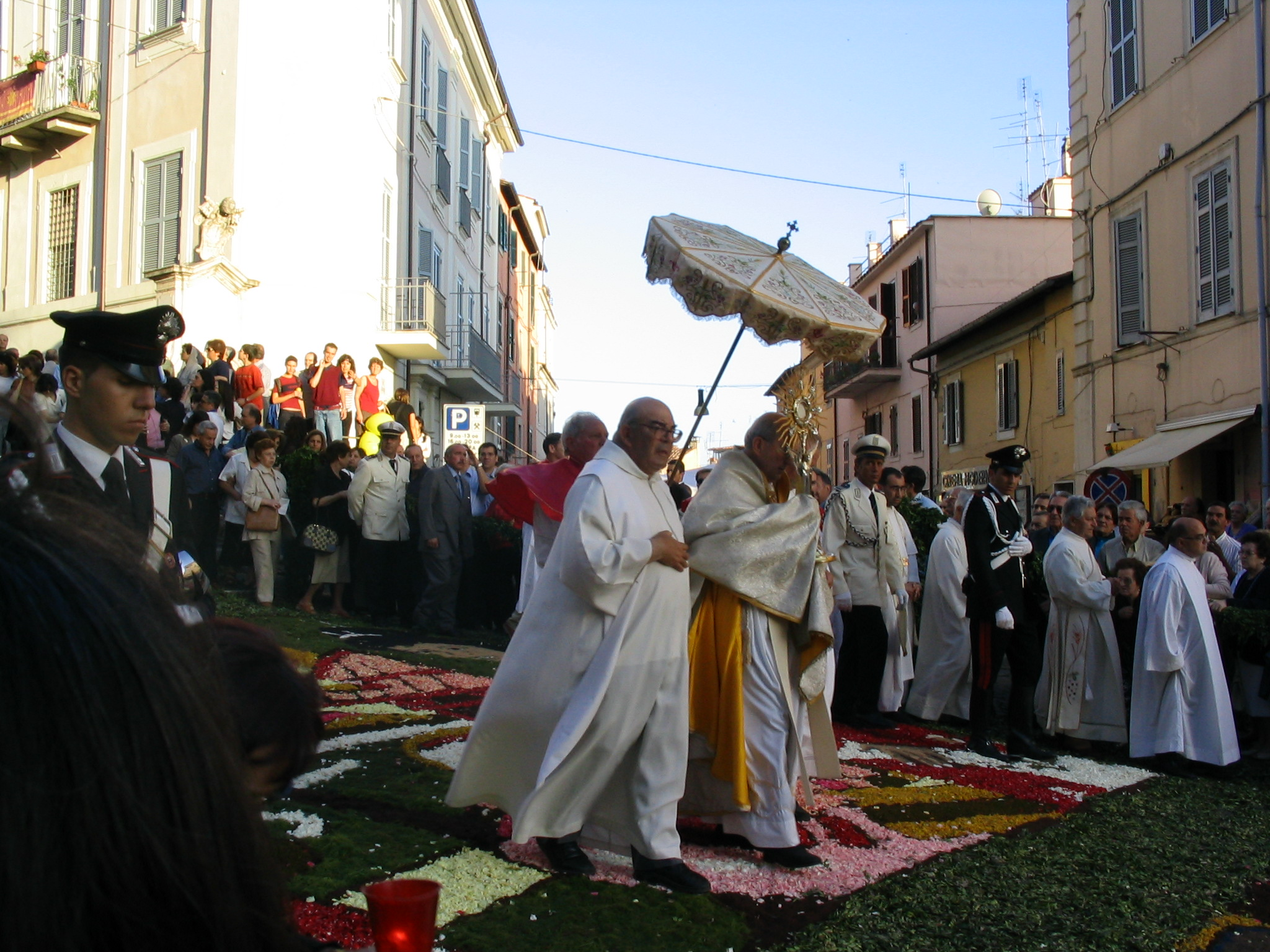
Nước Ý
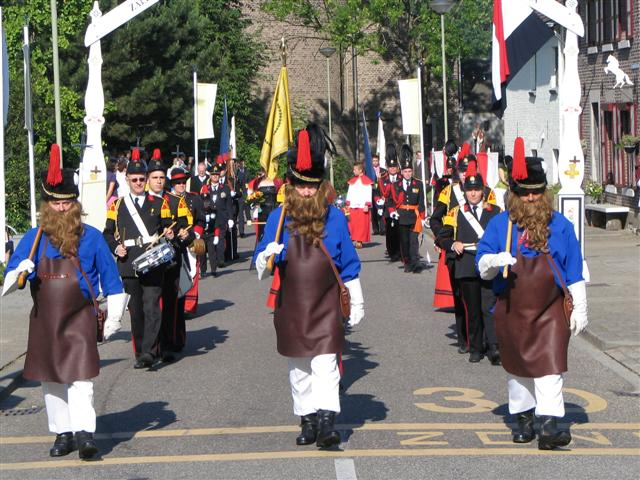
nước Hà Lan